# Lípa u hřbitova (Nová Role)
Lípa u hřbitova je památný strom lípa malolistá (Tilia cordata). Roste na severovýchodním okraji Nové Role v okrese Karlovy Vary v Karlovarském kraji, v aleji u příjezdové cesty ke hřbitovu. Před lípou stojí kamenný reliéfní křížek, který při slavnostním vyhlášení památného stromu nahradil původní zničený křížek.
Nízko nad zemí se kmen stromu rozdvojuje a jeden terminál se dále dělí, čímž vznikl trojkmen. Koruna stromu sahá do výšky 28 m, obvod kmene měří 412 cm (měření 2014). V minulosti byl proveden zdravotní ořez kosterních větví a ošetřena velká prasklina. Strom je chráněn od roku 2004 jako strom významný vzrůstem a jako součást kulturní památky.

## Stromy v okolí
- Mezirolská lípa
- Včelí dub